# Secteurs communautaires de Chicago

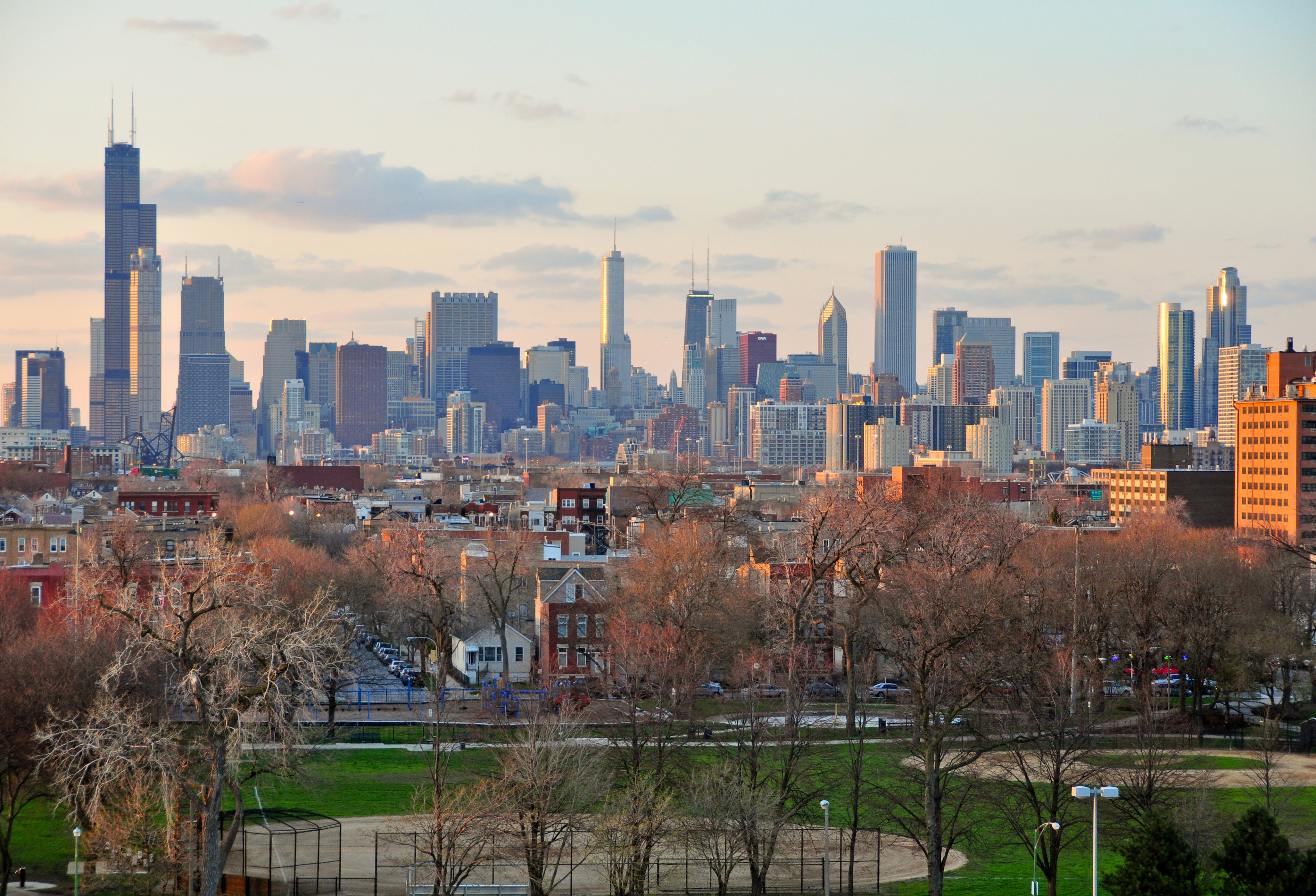
Vue sur Downtown Chicago, depuis le secteur d'Armour Square.

Drapeau de Chicago.

La ville de Chicago est divisée en 77 secteurs communautaires (en anglais : Community Areas) qui furent créés à la fin des années 1920 pour les données démographiques, sociologiques et statistiques de la municipalité et du bureau du recensement des États-Unis (United States Census Bureau). Ils servent également de base à une variété d'initiatives en matière de planification urbaine, à la fois au niveau local et municipal.

## Historique
À la fin des années 1920, les sociologues Robert E. Park et Ernest Burgess, tous deux membres du comité de recherche en sciences sociales de l'université de Chicago, définirent soixante-quinze secteurs communautaires à travers la ville de Chicago pour faciliter l'administration municipale dans le recueil de ses données statistiques liées aux domaines démographiques, sociologiques et urbanistiques. À l'époque, ces secteurs correspondirent approximativement aux quartiers dans la ville. Dans les années 1950, pour des raisons de gestion et de coordination, la ville souhaita que le secteur sur lequel se trouve aujourd'hui l'aéroport international O'Hare soit intégré à son territoire. À la suite de négociations entre les autorités municipales et celles du comté de Cook, la ville de Chicago obtint l'autorisation d'annexer cette zone qui correspond aujourd'hui au secteur n°76. Outre la création d'un 77e secteur communautaire en 1980, né de la séparation du secteur d'Edgewater (n°77) et de celui d'Uptown (n°3), les frontières ne furent jamais révisées pour tenir compte du changement, mais furent maintenues relativement stables pour permettre d'effectuer des comparaisons entre ces secteurs au fil du temps.

## Description
À la base, les secteurs communautaires furent créés dans l'objectif d'aider la ville de Chicago dans ses recherches liées à la sociologie, la démographie et l'urbanisme sur son territoire. Ils ne sont rien d'autre qu'une division strictement géographique et statistique. Ils sont utilisés à travers différents services municipaux dont le Chicago Department of City Planning (DCP), service chargé de la planification urbaine et de la politique de la ville, et le Chicago Department of Information Center (DIC), service dont la mission est la collecte des informations permettant l'étude de la sociologie urbaine et de la démographie dans la ville, mais aussi par des organismes fédéraux tels que le bureau du recensement des États-Unis pour le recensement annuel de la population. Les fonctionnaires de Chicago se réfèrent presque toujours aux 77 secteurs communautaires car ces derniers constituent des entités monolithiques plus concrètes que les quartiers.
La plupart des secteurs communautaires ne correspondent plus à un seul quartier comme ce fut le cas au début du XXe siècle. Aujourd'hui, ils se composent en moyenne d'environ trois quartiers dans les limites de leurs territoires. Dans de nombreux cas, le caractère effectif de la communauté est tout à fait indépendant de chacun des secteurs qui la compose. Malgré la fiabilité des secteurs communautaires, les habitants s'identifient généralement plus fortement à leur quartier. En effet, les quartiers partagent fréquemment une ou plusieurs identités architecturales, linguistiques, économiques, historiques et/ou culturelles communes. Ces secteurs communautaires n'ont pas été créés dans le simple et unique but de « curiosité sociologique », mais ils sont considérés par les autorités municipales comme étant plus durables que les noms et limites territoriales des quartiers qui peuvent changer au fil du temps en raison du renouvellement urbain, de l'embourgeoisement (phénomène de gentrification), de la paupérisation, de la démographie et de la constante absorption de la population immigrée. Les secteurs sont distincts des quartiers, tout en étant liés à ces derniers.
La superficie et la population peuvent varier considérablement d'un secteur communautaire à l'autre. Le secteur le plus étendu de la ville de Chicago est celui d'O'Hare (34,55 km2), tandis qu'Oakland (1,55 km2) est le plus petit. Pour ce qui est de la population, Near North Side (105 481 habitants en 2022) est le plus peuplé de la ville, alors que celui de Burnside (2 527 habitants en 2022) est le moins peuplé. La partie sud-ouest d'O'Hare (secteur dans lequel se trouve l'aéroport international O'Hare) déborde dans le comté voisin de DuPage (environ 1/4 du territoire du secteur).
Géographiquement, le territoire de la ville de Chicago est divisé par la rivière Chicago (Chicago River) et le canal sanitaire de Chicago (Chicago Sanitary and Ship Canal) en quatre sections : Downtown Chicago (quartiers centraux), North Side (quartiers nord), West Side (quartiers ouest) et South Side (quartiers sud). Ces sections géographiques incluent chacune de nombreux secteurs et quartiers de la ville. La section correspondant à Downtown Chicago (aussi connue comme « Central Chicago », une appellation parfois utilisée par les Chicagoans) est la plus petite et inclut les trois secteurs centraux qui composent le centre-ville et le quartier des affaires : Near North Side, Loop et Near South Side. La plus grande des quatre sections est celle de South Side qui couvre à elle seule environ 60 % de la superficie totale de Chicago.

## Liste

Carte de la ville de Chicago avec ses 77 secteurs communautaires.

Numérotée ci-dessous, la liste des 77 secteurs communautaires de la ville de Chicago :
| 01) | Rogers Park     | 21) | Avondale           | 41) | Hyde Park       | 61) | New City               |
| 02) | West Ridge      | 22) | Logan Square       | 42) | Woodlawn        | 62) | West Elsdon            |
| 03) | Uptown          | 23) | Humboldt Park      | 43) | South Shore     | 63) | Gage Park              |
| 04) | Lincoln Square  | 24) | West Town          | 44) | Chatham         | 64) | Clearing               |
| 05) | North Center    | 25) | Austin             | 45) | Avalon Park     | 65) | West Lawn              |
| 06) | Lakeview        | 26) | West Garfield Park | 46) | South Chicago   | 66) | Chicago Lawn           |
| 07) | Lincoln Park    | 27) | East Garfield Park | 47) | Burnside        | 67) | West Englewood         |
| 08) | Near North Side | 28) | Near West Side     | 48) | Calumet Heights | 68) | Englewood              |
| 09) | Edison Park     | 29) | North Lawndale     | 49) | Roseland        | 69) | Greater Grand Crossing |
| 10) | Norwood Park    | 30) | South Lawndale     | 50) | Pullman         | 70) | Ashburn                |
| 11) | Jefferson Park  | 31) | Lower West Side    | 51) | South Deering   | 71) | Auburn Gresham         |
| 12) | Forest Glen     | 32) | Loop               | 52) | East Side       | 72) | Beverly                |
| 13) | North Park      | 33) | Near South Side    | 53) | West Pullman    | 73) | Washington Heights     |
| 14) | Albany Park     | 34) | Armour Square      | 54) | Riverdale       | 74) | Mount Greenwood        |
| 15) | Portage Park    | 35) | Douglas            | 55) | Hegewisch       | 75) | Morgan Park            |
| 16) | Irving Park     | 36) | Oakland            | 56) | Garfield Ridge  | 76) | O'Hare                 |
| 17) | Dunning         | 37) | Fuller Park        | 57) | Archer Heights  | 77) | Edgewater              |
| 18) | Montclare       | 38) | Grand Boulevard    | 58) | Brighton Park   |     |                        |
| 19) | Belmont Cragin  | 39) | Kenwood            | 59) | McKinley Park   |     |                        |
| 20) | Hermosa         | 40) | Washington Park    | 60) | Bridgeport      |     |                        |